# Municipio de Douglass (condado de Montgomery)
El municipio de Douglass  (en inglés: Douglass Township) es un municipio ubicado en el condado de Montgomery en el estado estadounidense de Pensilvania. En el año 2000 tenía una población de 9.104 habitantes y una densidad poblacional de 229,1 personas por km².

## Geografía
El municipio de Douglass se encuentra ubicado en las coordenadas 40°22′36″N 75°34′29″O / 40.37667, -75.57472.

## Demografía
Según la Oficina del Censo en 2000 los ingresos medios por hogar en la localidad eran de $55,679 y los ingresos medios por familia eran $62,404. Los hombres tenían unos ingresos medios de $45,728 frente a los $25,461 para las mujeres. La renta per cápita para la localidad era de $22,476. Alrededor del 2,8% de la población estaban por debajo del umbral de pobreza.